# Porró
 (mai 2021).
Si vous disposez d'ouvrages ou d'articles de référence ou si vous connaissez des sites web de qualité traitant du thème abordé ici, merci de compléter l'article en donnant les références utiles à sa vérifiabilité et en les liant à la section « Notes et références ».

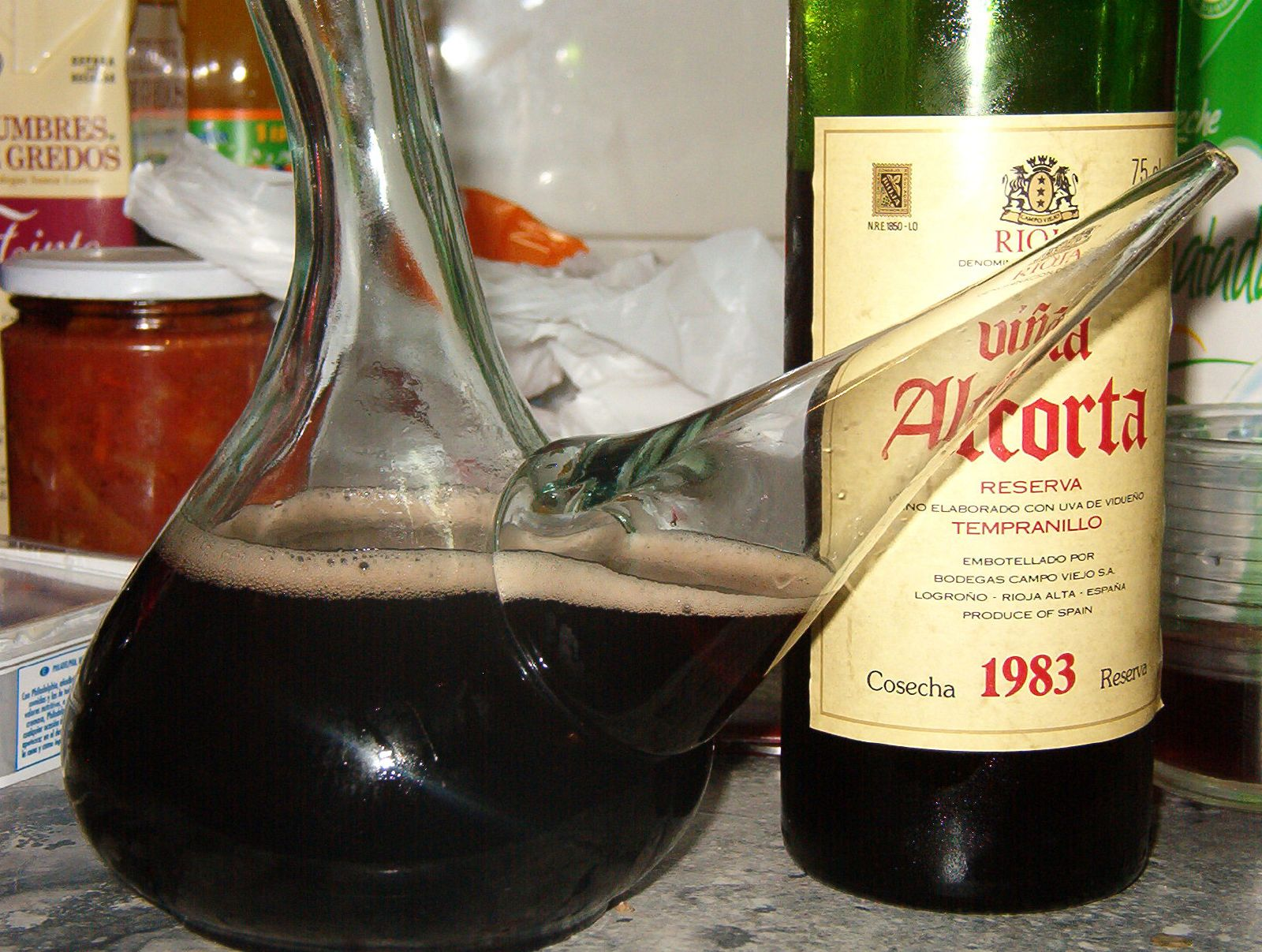
Un porró.

Un porró, en catalan [puˈrro], ou en espagnol : porrón, est un type de pichet à vin traditionnel en verre, originaire des Communautés autonomes d'Aragon et de Catalogne, mais connu aussi à travers  toute l’Espagne.

## Présentation

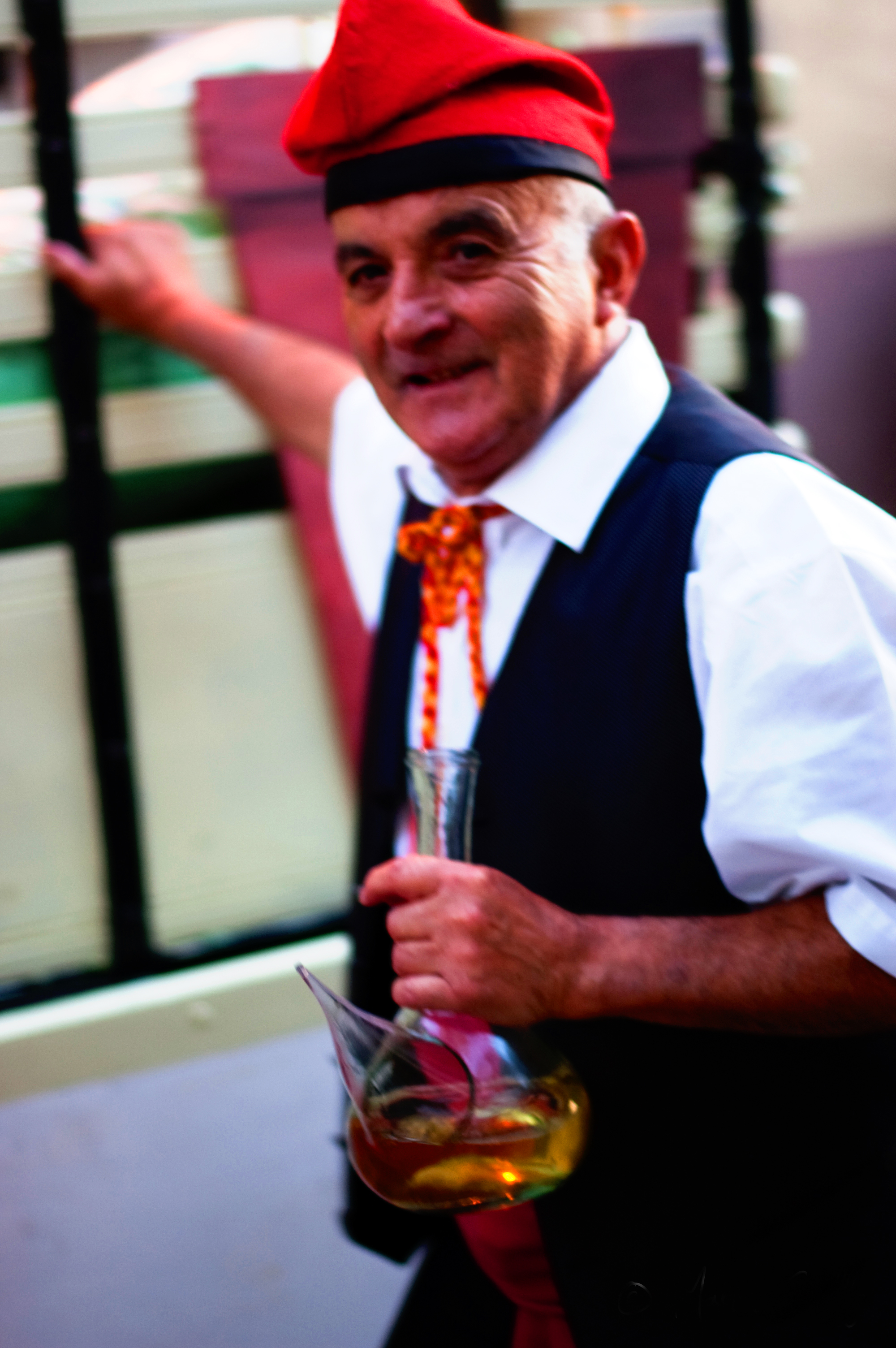
Catalan et son porró à Rivesaltes lors de la fête du Babau en 2009.

C'est un mélange de bouteille de vin et d'arrosoir, dont le goulot est étroit et obturable. Partant bas du récipient il y a une sorte de bec qui se rétrécit jusqu’à devenir une petite ouverture (2-3 mm). Une ouverture sur sa partie supérieure sert à le remplir de vin, et peut être fermée avec un bouchon en liège. Le pichet est conçu de manière que l'on boive de faibles quantités de vin, afin de le savourer. Comme avec une paille, on boit moins vite qu'au verre. Mais on peut aussi se servir éventuellement de l'ouverture large supérieure pour servir le vin au verre. Le porró est aussi une façon conviviale de partager le vin une fois qu'il est servi à table, sans utilisation de verres, mais il ne sert pas à stocker le vin. Le porró n’entre jamais en contact avec les lèvres lorsqu’on boit.
Un porró est normalement rempli de vin rouge, ordinaire ou de qualité, mais s’utilise aussi pour boire du blanc, du rosé ou du cava. On peut trouver aussi une version plus petite, dans certains restaurants catalans , que l’on remplit de vins à dessert (par exemple, dans les "postres de músic", consistant en fruits secs et vin moscatell). Une autre version typique pour les touristes consiste en un porró, en général petit, dont l'embouchure est couverte d'une barretina catalane.

## Utilisation
Pour boire avec un porró, on commence par mettre le bec près de la bouche. On incline ensuite le bec doucement jusqu’à ce que le liquide se dirige vers la bouche. Quand le liquide commence à sortir, on retire le pichet de la bouche peu à peu jusqu'à étendre son bras complètement, et on incline légèrement la tête vers l’arrière. Tout l'art réside dans la capacité à avaler la bouche ouverte, de telle sorte que le jet soit continu même pendant plusieurs gorgées. Pour finir, on ramène le porró près de la bouche pour ne pas renverser de vin.

## Variantes
Le porró sert aussi pour boire de la bière ou encore d'autres rafraîchissements à base de bière ou de vin. La clara (le nom varie selon les régions) est un mélange de bière et de limonade. Le tinto de verano, typiquement andalou, est un mélange de vin rouge et de limonade.